# Sampaense Basket
El Sampaense Basket es un equipo de baloncesto portugués, con sede en la ciudad de Coímbra, que compite en la ProLiga, la segunda división de su país. Disputa sus partidos en el Pavilhão Comendador Serafim Marques.

## Posiciones en liga
- 2001 - (1-2a)
- 2002 - (4-1a)
- 2003 - (1a)
- 2004 - (1-Proliga)
- 2005 - (2-Proliga)
- 2006 - (3-Proliga)
- 2007 - (2-Proliga)
- 2008 - (8-Proliga)
- 2009 - (2-Proliga)
- 2010 - (11-LPB)
- 2011 - (9)
- 2012 - (10)
- 2013 - (6)
- 2014 - (4)
- 2015 - (11)
- 2016 - (15-Proliga)
- 2017 - (11-LPB)
- 2018 - (4-Proliga)
- 2019 - (2-Proliga)
- 2020 - (6-Proliga)
- 2021 - (4-Proliga)
- 2022 - (6-Proliga)

## Palmarés
- Campeón Proliga - 2004, 2005 y 2006
- Subcampeón Proliga -  2007 y 2009
- Semifinales Copa de Portugal -  2012 y 2013
- Semifinales LPB -  2014